# Osteoblast
Osteoblast je enohedrna celica, ki izgrajuje organski del kostnine, imenovan osteoid. Deluje tako, da sibtetizira strukturno beljakovino kolagen, ki tvori mrežasto, gobasto strukturo tkiva, v katerega se kasneje nalagajo mineralne snovi.